# Robyn Lively
Pour les articles homonymes, voir Lively.
Robyn Lively est une actrice américaine née le 7 février 1972 à Powder Springs, Géorgie (États-Unis).

## Biographie
Robyn est la fille de l'agent artistique Elaine Lively (née McAlpin) et de Ronnie Lively. Elle a une sœur et un frère ; Lori Lively (née en 1966) et Jason Lively (né le 12 mars 1968). Ses parents ont divorcé et sa mère s'est remariée à l'acteur Ernie Lively le 12 décembre 1979. Ensemble, ils ont eu deux enfants : Eric Lively (né en 1981) et Blake Lively (née en 1987). 
En 1989 sur le tournage de la série Un ange en basket Robyn a rencontré l'acteur Jason Priestley qu'elle a fréquenté entre 1989 et 1991. Elle a ensuite fréquenté l'acteur Neil Patrick Harris d'août 1992 à octobre 1993. 
Depuis 1998, Robyn est la compagne de l'acteur Bart Johnson qu'elle a épousé le 25 septembre 1999. Ensemble, ils ont eu trois enfants ; Baylen, Kate et Wyatt Blake.

## Filmographie

### Cinéma
- 1986 : La Dernière Passe (The Best of Times) de Roger Spottiswoode : Jaki
- 1986 : Femme de choc (Wildcats) de Michael Ritchie : Alice Needham
- 1988 : Buckeye and Blue de J.C. Compton : Buckeye Thatcher
- 1989 : Teen Witch de Dorian Walker : Louise Miller
- 1989 : Karaté Kid 3 (The Karate Kid, Part III) de John G. Avildsen : Jessica Andrews
- 1995 : Dream a Little Dream 2 de James Lemmo (en) : Rachel Holfield
- 1999 : The Adventures of Young Indiana Jones: Spring Break Adventure de Joe Johnston et Carl Schultz (vidéo) : Nancy Stratemeyer
- 2006 : Simon Says de William Dear : Leanne
- 2007 : 7-10 Split de Tommy Reid : Dianne Burke
- 2007 : A Dance for Bethany de Brian Gurley : Abbey
- 2008 : The Adventures of Young Indiana Jones: Winds of Change de David Hare et Michael Schultz (vidéo) : Nancy (non créditée)
- 2010 : Letters to God de David Nixon et Patrick Doughtie : Maddy Doherty
- 2011 : Sironia de Brandon Dickerson : Barbara
- 2013 : The Ten: Vain de Kevan Otto :
- 2013 : Brother's Keeper de T.J. Amato et Josh Mills : Macaire Leemaster
- 2013 : Catch de David Henrie (court métrage) : Laura
- 2014 : Chasing Ghosts de Joshua Shreve : Lydia Simons
- 2014 : Ouija de Stiles White : Mme Galardi

### Télévision

#### Téléfilms
- 1978 : Summer of My German Soldier de Michael Tuchner : Sharon Bergen
- 1986 : Fuzz Bucket (en) de Mick Garris : Stevie Gerber
- 1987 : Not Quite Human de Steven Hilliard Stern : Becky Carson
- 1989 : Not Quite Human II de Eric Luke : Becky Carson
- 1991 : Tremblement de cœur (Crazy from the Heart) de Thomas Schlamme : Franny Peyton
- 1992 : Cœurs en feu (en) de Jeff Bleckner : Holly
- 1993 : Innocentes victimes de Peter Levin : Wendy McBride
- 1996 : Young Indiana Jones: Travels with Father de Michael Schultz et Deepa Mehta : Nancy
- 1999 : Sam Churchill: Search for a Homeless Man de Stephen Traxler : Laura Anders
- 2000 : Le père Noël a disparu (Santa Who?) de William Dear : Claire Dreyer
- 2002 : Another Pretty Face de Ray Vega : Andrea 'Andie' Chase
- 2005 : Mystery Woman: Snapshot de Georg Stanford Brown : Madelaine
- 2007 : Johnny Kapahala (Johnny Kapahala: Back on Board) d'Eric Bross : Carla
- 2008 : Rendez-vous meurtrier (Murder.com) de Rex Piano : Lauren
- 2009 : Alligator Point de Kelsey Grammer : Gina
- 2011 : Who Is Simon Miller? de Paolo Barzman : Meredith Miller
- 2012 : Le Tueur du campus (Campus Killer) de John Stimpson : Caroline
- 2013 : Accusée par erreur (The Wrong Woman) de Richard Gabai : Frances

#### Séries télévisées
- 1983 : Boone : Amanda
- 1984 : K 2000 : Becky Phillips (saison 2 - épisode 16 Course pour la vie - 2 épisodes)
- 1984 : Punky Brewster : Lisa (2 épisodes)
- 1985 : Still the Beaver (en), épisodes Slumber Party (en) et Steppin' Out (en) : Tracy
- 1986 : Starman : Beth McGovern
- 1986 : Histoires fantastiques : Kate
- 1986-1987 : Ricky ou la Belle Vie : Tammy / Chrissy (2 épisodes)
- 1988 : The Dictator : Reggie Domino
- 1989 : 21 Jump Street : Helen Akerly
- 1990 : Parker Lewis ne perd jamais, saison 1, épisode Un séminaire de tout repos : Tracy Lee Summers
- 1990 : Teen Angel Returns (en) : Cindy
- 1990 : ABC Afterschool Specials : Melissa Harmon
- 1990-1991 : Twin Peaks : Lana Budding Milford (6 épisodes)
- 1990 : ABC Afterschool Specials : Melissa Harmon
- 1991-1993 : Docteur Doogie : Michele Faber (6 épisodes)
- 1992 : Freshman Dorm (en) : Molly Flynn (5 épisodes)
- 1993 : Code Quantum : Annie Wilkins
- 1993 : Les Aventures du jeune Indiana Jones : Nancy Stratemeyer
- 1993 : Against the Grain (en) : Jill Clemons (3 épisodes)
- 1994-1995 : Chicago Hope: La Vie à tout prix : Maggie Atkisson (8 épisodes)
- 1996-1997 : Savannah : Lane McKenzie Collins (34 épisodes)
- 1997 : Demain à la une : Jenny Sloane
- 1997-1998 : George & Leo : Casey Wagonman (21 épisodes)
- 1998 : La croisière s'amuse, nouvelle vague : Penelope Michaels
- 1999 : X-Files : Aux frontières du réel, épisode Spores : Angela Schiff
- 2000 : Chicken Soup for the Soul (en) : Sophie Calloway
- 2002 : Washington Police : Jodi
- 2003 : Preuve à l'appui : Connie
- 2003 : JAG, épisodes  La Dame de glace et  L'Homme de l'ombre : Agent du NCIS Vivian Blackadder dite "Viv"
- 2003 : Le Drew Carey Show : Erin
- 2003-2004 : Mes plus belles années : Grace (2 épisodes)
- 2004 : La Vie avant tout : Connie
- 2005 : Les Experts : Manhattan, épisode  Vice de procédure : Sarah Myers
- 2006 : Nip/Tuck : Miss Hudson
- 2007 : Cold Case : Affaires classées : Miriam Gunden 06/07
- 2007-2009 : Saving Grace : Darlene Dewey (3 épisodes)
- 2008 : Esprits criminels : Abby Corbin
- 2008 : 30 Rock : Kelsey
- 2010 : Mentalist,  épisode  Les Héritiers : Sadie Harrington
- 2010 : Psych : Enquêteur malgré lui : Michelle Barker
- 2011 : Les experts : Joyce Dempsey
- 2013 : Body of Proof : Ruth Olsson
- 2013 : Longmire : Connie Mallery
- 2013 : Philadelphia : Kerry
- 2014 : Gortimer Gibbon's Life on Normal Street (en) : Grace Gibbon
- 2018 : Good Doctor, épisode Le Nouveau Chef : la mère de Perséphone
- 2022 : Cobra Kai : Jessica Andrews
- 2022 - 2025 : 9-1-1 Lone Star : Marlene Harris
- 2024 : Landman

## Jeu vidéo
- 1999 : Return to Zork : la fée